# Vedat Tek

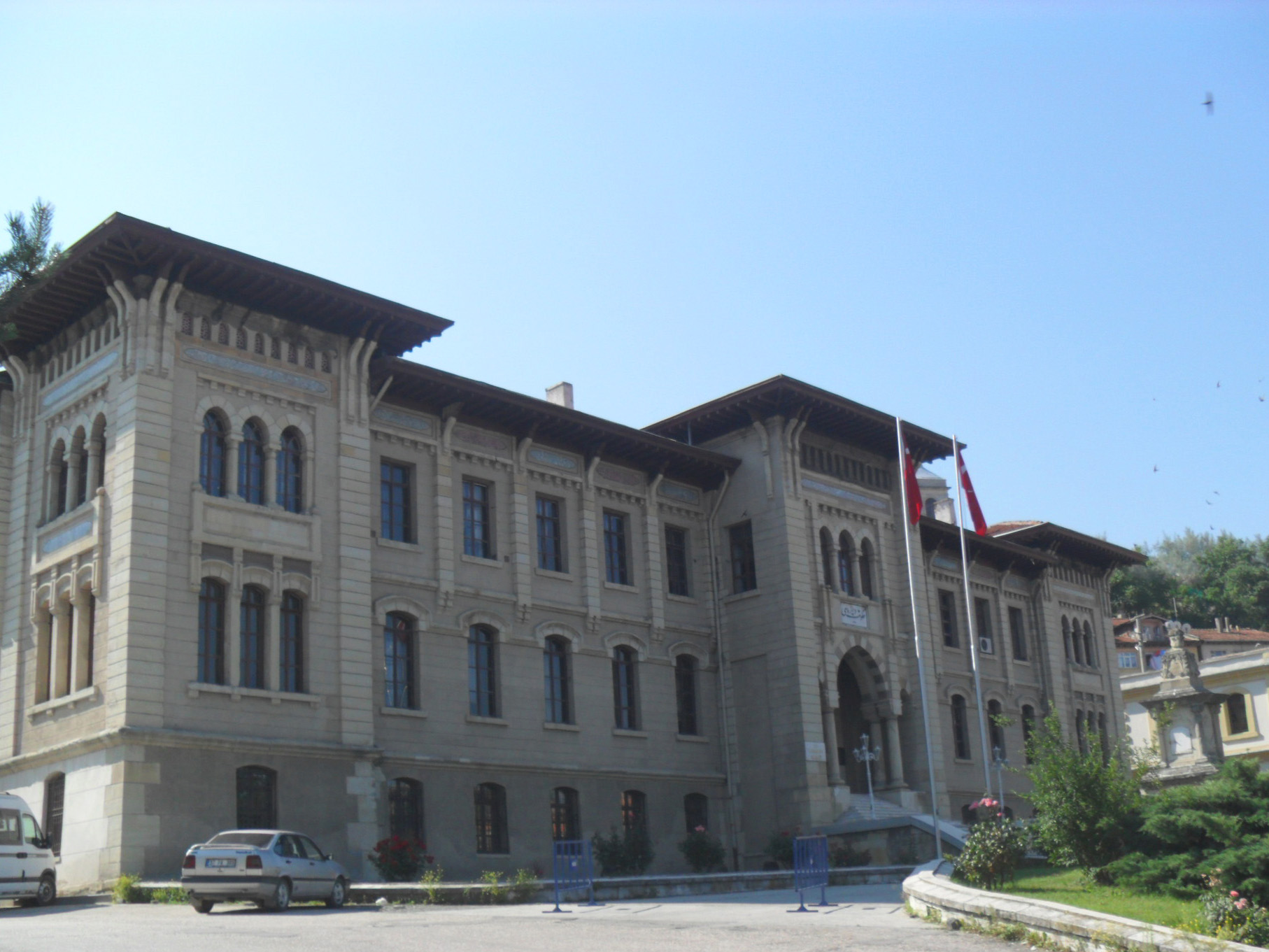
Gouverneursgebäude von Kastamonu

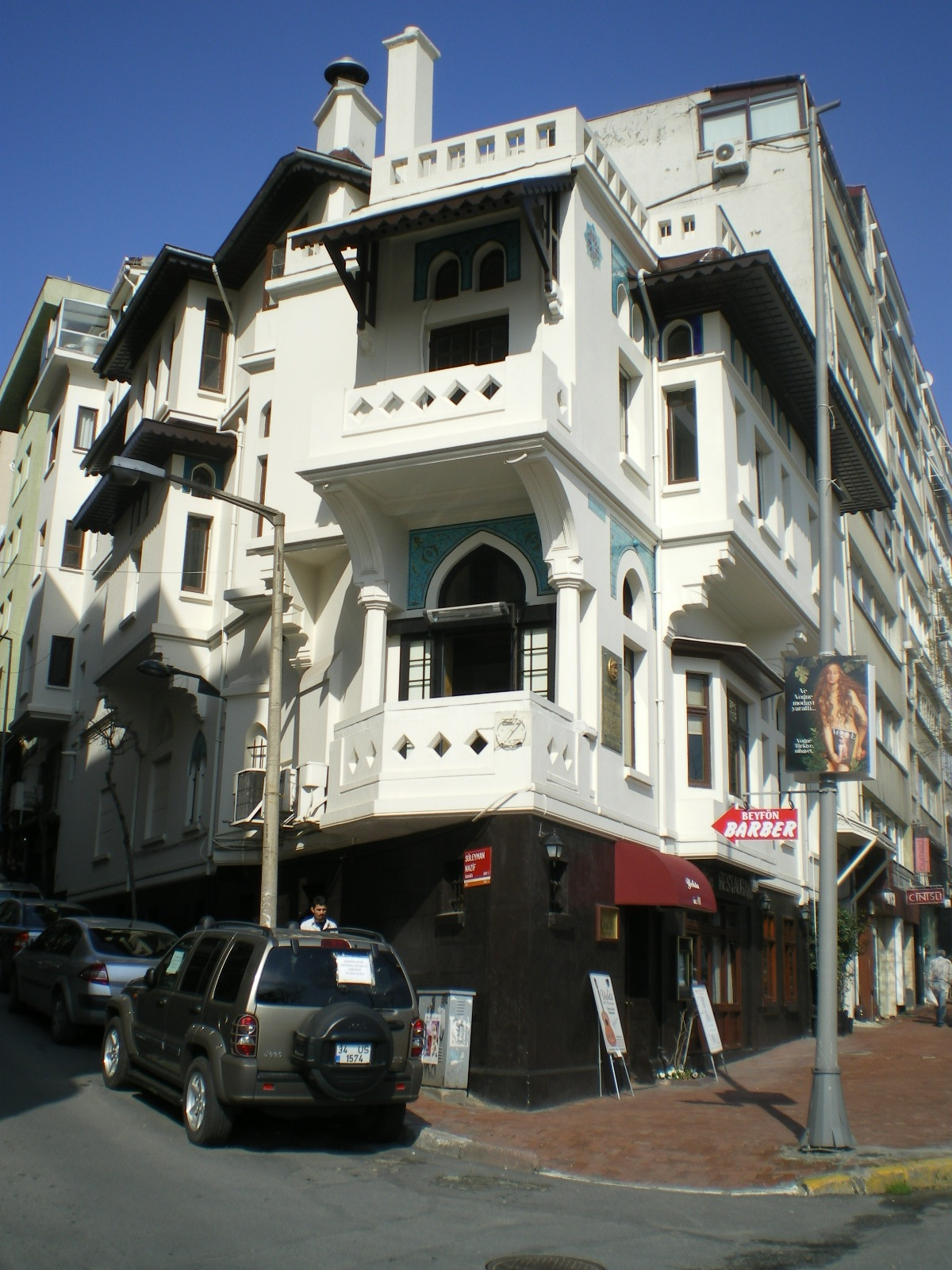
Vedat Teks Haus, nach eigenen Plänen entworfen

Mehmet Vedat Tek (* 1873 in Konstantinopel; † 1942 in Istanbul) war ein bedeutender türkischer Architekt.

## Leben
Tek wurde 1873 als Sohn des Gouverneurs der Vilâyet Bagdad, Giritli Sırrı Pasha, und der Komponistin Leylâ Saz geboren. Er besuchte das renommierte Galatasaray-Gymnasium in Istanbul und die École Nonge in Paris. Er studierte Ingenieurwissenschaften und Architektur an der Académie Julian, der École Centrale Paris und der École nationale supérieure des beaux-arts de Paris.
Zurück im Osmanischen Reich (1897) avancierte er mit Mimar Kemaleddin zum bedeutendsten Vertreter der Ersten Nationalen Architekturströmung. Tek arbeitete als Architekt für staatliche Behörden und Ministerien in Istanbul und lehrte an der Kunstakademie (als erster Türke) und der Ingenieurschule. Zuletzt war er in der neuen Hauptstadt Ankara tätig. So war er als Architekt für den Bau des Ankara Palas zuständig, verwarf sich jedoch mit dem verantwortlichen Stiftungsamt und war nur an dem Bau der Fundamente beteiligt.
Er war verheiratet und hatte drei Kinder.

## Werk (Auswahl)
- Büyük Postane, Postgebäude, 1905–1909
- Türkiye Büyük Millet Meclisi, Zweites Parlament der Türkischen Nationalversammlung, 1923–1924
- Ankara Palas, 1924–1928 (fertiggestellt durch Mimar Kemaleddin)
- Uhrturm von İzmit
- Gouveneursgebäude von Kastamonu